# La Route enchantée
Pour plus de détails, voir Fiche technique et Distribution.
La Route enchantée est un film musical français réalisé par Pierre Caron, sorti en 1938.

## Synopsis
Fils d'un professeur de mathématiques quelque peu original, Jacques est un rêveur que les murs de la maison familiale emprisonnent. Il la quitte pour vivre son rêve, à la recherche d'un trésor. Après bien des déboires, il tombe sur une demi-folle dont la manie est de se croire au Moyen Âge et de déguiser ses gens à la mode d'autrefois. Jacques devient son troubadour et poursuit plus que jamais son rêve et sa folie. Il devient amoureux de la nièce de la prétendue comtesse de Méricourt. Il organise un enlèvement qui échoue. Alors, il reprend sa vie bohème et devient un chanteur célèbre. Aussitôt, sa famille veut prendre une part de sa célébrité. Mais lui ne s'en offense pas, car il a retrouvé celle qu'il aime.

## Fiche technique
- Titre : La Route enchantée
- Réalisation : Pierre Caron
- Scénario et dialogues : Charles Trenet
- Décors : Jean Douarinou
- Photographie : Georges Benoît et Pierre Ribaud
- Photographe de plateau : Raymond Voinquel
- Son : Joseph de Bretagne
- Musique : Charles Trenet	(incluant la chanson Il pleut dans ma chambre)
- Montage : André et Madeleine Gug
- Production : Films SACA
- Pays d'origine :  FranceFrance
- Format : Noir et blanc - 1,37:1 - 35 mm - Son mono
- Genre :  Comédie, film musical
- Durée : 80 minutes
- Date de sortie : 
  - France - 25 novembre 1938

## Distribution
- Charles Trenet
- Marguerite Moreno
- Julien Carette
- Jacqueline Pacaud
- Raymond Aimos
- Christian Argentin
- Catherine Fonteney
- Jeanne Fusier-Gir
- Marcel Vallée
- Luce Fabiole
- Paul Demange
- Léon Berton